# 花岡臨時乘降場

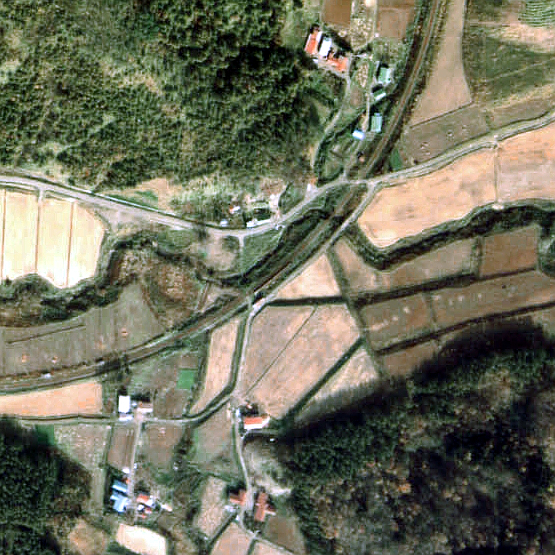
1977年的花岡臨時乘降場與方圓約500米範圍。上方為羽幌方向。在小平至大椴之間的路段不沿海岸線行走，而是於內陸部分行走。月台較長，而候車室也比其他臨時乘降場為大。

花岡臨時乘降場（日语：／ Hanaoka karijōkō-ba */?）是位於北海道留萌郡小平町字花岡，日本國有鐵道（國鐵）的羽幌線臨時乘降場（廢站）。隨著羽幌線廢線，臨時乘降場在1987年（昭和62年）3月30日廢除。

## 歷史
- 1956年（昭和31年）8月20日 - 日本國有鐵道（國鐵）天鹽線開設花岡臨利乘降場（由局（日语：鉄道管理局）設定）啟用[1]。
- 1987年（昭和62年）3月30日 - 羽幌線全線廢除，此臨時乘降場也廢除[1]。

### 站名的由來
車站名稱取自地區名稱。該地區名稱源自車站附近有人種花而得名。

## 車站構造
截至車站廢除前，車站是一座地面車站，設有1面1線的單式月台。由於此站是臨時乘降場，因此乘降場內無人當值。

## 車站周邊
- 國道232號（日语：国道232号）（天賣國道/日本海奧羅龍線（日语：日本海オロロンライン））

## 現況

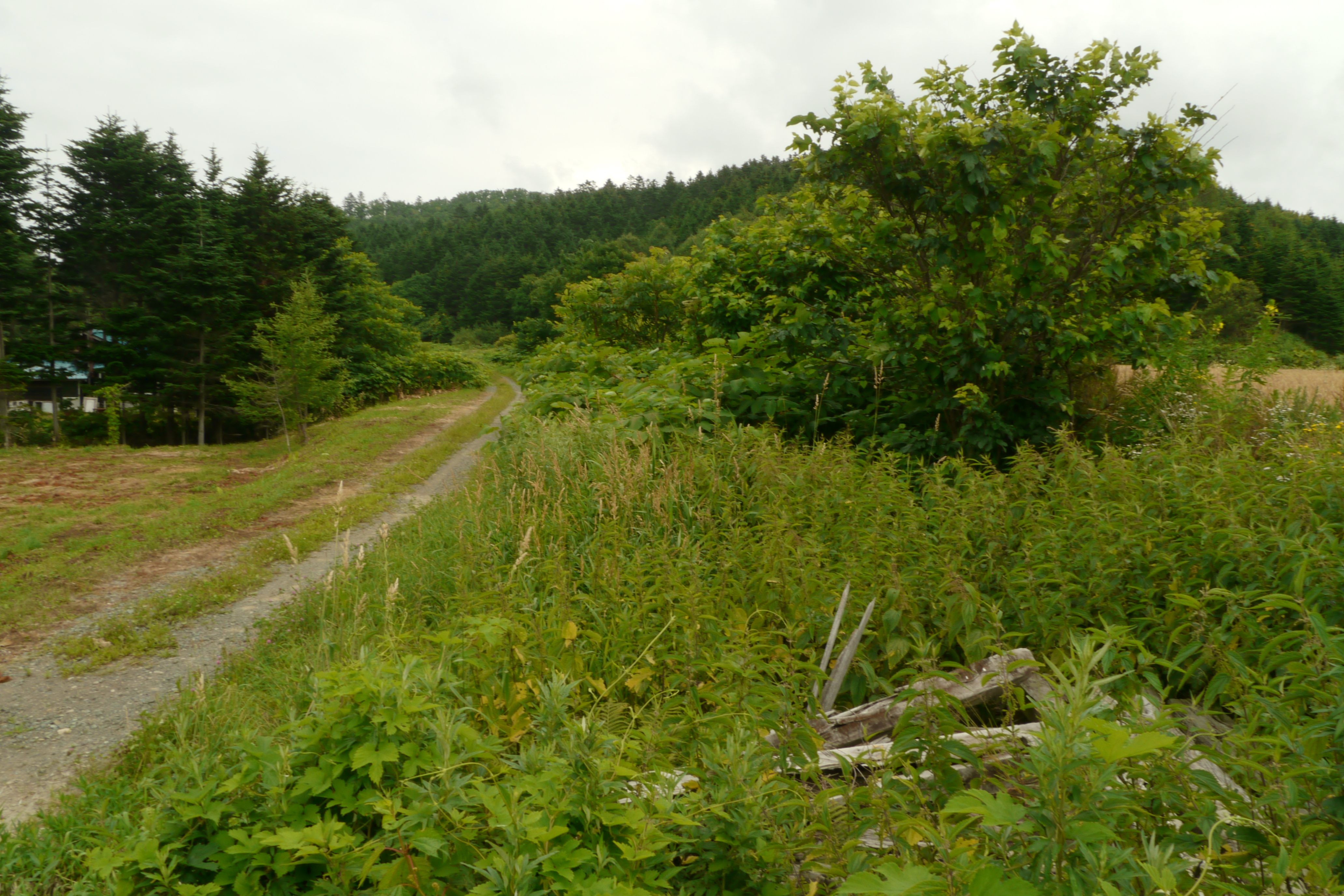
花岡臨時乘降場蹟（2011年7月26日）

車站遺地變成工程用道路的一部分。截至2010年（平成22年），舊月台存放了工程物資。

## 相鄰車站
日本國有鐵道
羽幌線
小平－花岡臨時乘降場－大椴

## 注腳
1. 1 2 3  太田幸夫.  1. 札幌市: 富士コンテム. 2004-02-29: 174. ISBN 4-89391-549-5 （日语）.
2. ↑  今尾惠介 (编). . JTB出版. 2010-03: 49. ISBN 978-4533078583 （日语）.

## 外部連結
- 羽幌線廢線跡調査 （页面存档备份，存于）（日語）